# 1203 dans les croisades
Cette page regroupe les évènements concernant les Croisades qui sont survenus en 1203 :
- janvier : Alexis, fils du basileus Isaac II détrôné par Alexis III demande aux croisés leur aide pour réinstaller son père sur le trône[1].
- 30 janvier : Léon II, roi d'Arménie assiège Antioche[2].
- 7 avril : Simon de Montfort dénonçant le détournement de la quatrième croisade sur Constantinople quitte l'armée croisée pour se rendre directement en Terre sainte, à la tête de la plus grande partie du contingent d'Île-de-France[3].
- 11 juillet : les croisés de la quatrième croisade mettent le siège devant Byzance[1].
- 18 juillet : les croisés de la quatrième croisade prennent Byzance et rétablissent Isaac II et Alexis IV sur le trône[1].